# David Vitoria
David Vitoria, né le 15 octobre 1984 à Locarno, est un coureur cycliste suisse, professionnel entre 2006 et 2010.

## Biographie
Il met un terme à sa carrière de coureur à l'issue de la saison 2010.

## Palmarès
- 2005
  - Coppa Caduti Nervianesi
  - 1re étape de Stuttgart-Strasbourg
- 2007
  - Cherry Pie Criterium
  - 3e du championnat de Suisse du contre-la-montre
- 2008
  - Grand Prix Macario
  - 1re étape du Tour de Castellón
  - 1rea et 1reb (contre-la-montre par équipes) étapes du Tour de Salamanque
  - 2e du Circuito Guadiana
- 2009
  - 4e et 5e étapes du Tour du Mexique
  - 3e du Tour du Mexique

## Résultats sur les grands tours

### Tour d'Espagne
1 participation
- 2010 : abandon (12e étape)

## Classements mondiaux
| Année            | 2005 | 2006 | 2007   | 2008 | 2009 |
| ---------------- | ---- | ---- | ------ | ---- | ---- |
| UCI America Tour |      |      | 203e   |      | 34e  |
| UCI Europe Tour  | 405e |      | 1 351e |      | 530e |